# Tala Abujbara
Tala Abujbara (arabisch تالا أبو جبارة, auch transliteriert: Tala Abu-Jubara, geboren am 22. Juli 1992) ist eine katarische Ruderin.

## Leben
Tala Abujbara lernte das Rudern während ihres Studiums am Williams College, wo ein Trainer ihr Potenzial erkannte. Dort ruderte sie im Team. Als sie nach Katar zurückkehrte, hatte sie niemanden, mit dem sie trainieren konnte, und wechselte zum Einer.
Sie nahm 2018 an den Asienspielen in Palembang teil und vertrat Katar außerdem bei den 2021 ausgetragenen Olympischen Sommerspielen 2020 in Tokio. Sie hatte sich für die Olympischen Spiele in Tokio qualifiziert, indem sie bei der Qualifikationsmeisterschaft im Rudern in Asien und Ozeanien eine Zeit von 8:20 Minuten erreicht hatte. Am 6. Juli 2021 gab das NOK Katars bekannt, dass Abujbara als erste Sportlerin Katar im Rudern bei den Olympischen Spielen vertreten sollte und am 22. Juli 2021 wurde bekanntgegeben, dass sie zusammen mit Mohammed Al-Rumaihi als Fahnenträgerin bei der Eröffnung der Spiele ausgewählt wurde. Bei den Spielen selbst belegte Abujbara Gesamtplatz 25.
Tala Abujbara ist Absolventin der École des hautes études commerciales de Paris (HEC Paris).